# ونسا ناکاته
ونسا ناکاته (انگلیسی: Vanessa Nakate؛ زادهٔ ۱۵ نوامبر ۱۹۹۶) فعال حوزه عدالت آب و هوایی و تغییرات اقلیمی اهل اوگاندا است. او بنیان‌گذار جنبش «برخیزید» (رایزآپ) در آفریقا است و در جهت برجسته کردن تأثیرات تغییرات اقلیمی بر این قاره در سطح جهان فعالیت می‌کند. ناکاته به‌ویژه روی نقش بحران اقلیمی بر تشدید فقر، درگیری و نابرابری جنسیتی تمرکز دارد.

## سال‌های آغازین زندگی
ونسا ناکاته در کامپالا پایتخت کشور اوگاندا بزرگ شد. او در سال ۲۰۱۸ پس از آگاهی از بارندگی نامنظم و گرمای شدیدی که بر کشاورزان اوگاندا و تولید غذا (از جمله اعضای خانواده‌اش) تأثیر می‌گذارد، به کنش‌گری اقلیمی گرایش پیدا کرد. او با الهام از اعتراضات گرتا تونبرگ در سوئد، جنبش اقلیمی خود را بنیان گذاشت و برای چند ماه در سال ۲۰۱۹ در خارج از درهای پارلمان اوگاندا، علیه انفعال دولت در قبال بحران اقلیمی اعتراض کرد. او سپس نهاد «جوانان برای آفریقای آینده» و «جنبش برخیزید» را در آفریقا بنیان‌گذاری کرد و اکنون یکی از مشهورترین کنش‌گران جوان در دنیا است. او با مدرک مدیریت اجرایی کسب و کار در رشته بازاریابی از دانشکده بازرگانی دانشگاه مکرری دانش‌آموخته شد.

## کنش‌گری برای تغییرات اقلیمی
ونسا ناکاته به‌عنوان فعال امور اقلیمی و محیط زیستی عدالت طلب، با بنیان‌گذاری و رهبری جنبش «برخیزید» (Rise Up) برای حفاظت از محیط زیست و مبارزه با تغییرات اقلیمی فعالیت می‌کند. او در میزگردها و اعتراضاتی که در حاشیه مجمع جهانی اقتصاد (داووس) برگزار شد نیز حضور داشت. او در سخنرانی خود در تجمع اعتراضی این اجلاس در سال ۲۰۲۳ گفت: رهبران باید به علم گوش دهند و تمام سرمایه‌گذاری‌ها در زغال‌سنگ، نفت و گاز را متوقف کنند. ناکاته در تجمع اعتراضی که در حاشیه کنفرانس تغییرات اقلیمی سازمان ملل متحد ۲۰۲۱ در گلاسکو برگزار شد، به همراه گرتا تونبرگ به سخنرانی پرداخت. او گفت: از لحاظ تاریخی، آفریقا تنها مسئول کمتر از ۴ درصد از انتشار گازهای گلخانه‌ای در جهان است، در حالی که آفریقایی‌ها از فجیع‌ترین تأثیرات ناشی از بحران آب و هوا رنج می‌برند. اما او سخنان امیدوارکننده‌ای را بیان کرد و گفت اگر فعالان اقلیمی با ادامه فشارهای خود، رهبران جهان را برای آسیب رساندن به محیط زیست، مجبور به پاسخگویی کنند، ممکن است تغییراتی مثبت رخ بدهد. ناکاته معتقد است کسانی که بیشترین تأثیرگذاری را در تغییرات اقلیمی دارند، دارای کمترین مسئولیت‌پذیری در این زمینه هستند و این یکی از واقعیت‌های وحشتناک بحران اقلیمی است.
او واهمه‌ای از رویارویی مستقیم با وزرای کشورهای توسعه‌یافته ندارد و قابلیت طرح درخواست‌ها از کشورهای ثروتمند برای پرداخت ضرر و زیان ناشی از بدتر شدن تغییرات اقلیمی و عمل به وعده‌های مالی را افزایش داده‌است. در ۲۰ سپتامبر ۲۰۲۲ جایزه «بنیاد بیل و ملیندا گیتس» به خاطر تلاش‌های الهام‌بخش زنان تأثیرگذار برای اهداف جهانی در جهت پیشرفت، به ونسا ناکاته و سه زن تأثیرگذار دیگر اهدا شد.
ناکاته تلاش کرده‌است از طریق کارزاری که به نام جنبش «برخیزید» راه‌اندازی کرده، صدای فعالان اقلیمی آفریقا را تقویت کند. او پیشنهاد مبترکانه‌ای را برای توقف جنگل‌زدایی جنگل‌های بارانی آفریقا به اجرا رساند و پروژه «مدرسه‌های سبز واش» را با هدف نصب پنل‌های خورشیدی در مناطق دورافتاده کشورش، راه‌اندازی کرد. این تلاش‌ها باعث شد تا یونیسف او را به‌عنوان سفیر حسن نیت خود معرفی کند. کاترین راسل، مدیر اجرایی یونیسف هدف از این کار را کمک به نقش‌آفرینی کودکان و جوانان در تصمیمات اقلیمی که بر زندگی آنها تأثیر می‌گذارد، عنوان کرد.
پس از شهرت ناکاته، برخی از سازمان‌ها و رسانه‌ها از او به‌عنوان «صدای آفریقایی» یاد کردند که البته او این موضوع را مشکل‌ساز می‌داند. چرا که به اعتقاد او کنش‌گران زیادی در سراسر قاره آفریقا، در حال انجام کارهای باورنکردنی هستند، و حتی پیش از آغاز به کار او در سال ۲۰۱۸، به فعالیت مشغول بودند؛ بنابراین تمرکز فقط بر روی یک نفر به معنای نادیده گرفتن تجربیات و تلاش‌های دیگران است.

## جایزه‌ها
او در سال ۲۰۲۰، به‌عنوان یکی از زنان تأثیرگذار سال در فهرست مجموعه ۱۰۰ زن بی‌بی‌سی قرار گرفت.
ناکاته در ۱۷ فوریه ۲۰۲۱ در فهرست تایم ۱۰۰ قرار گرفت و مجله تایم او را به‌عنوان یکی از ۱۰۰ نفر از تاثیرگذارترین چهره‌های جهان در سال ۲۰۲۱ برگزید.
نشریه فایننشال تایمز ونسا ناکاته را به‌عنوان یکی از تاثیرگذارترین و بانفوذترین زنان جهان در سال ۲۰۲۱ معرفی کرد.